# Vega del Codorno
Vega del Codorno – gmina w Hiszpanii, w prowincji Cuenca, w Kastylii-La Mancha, o powierzchni 32,54 km². W 2011 roku gmina liczyła 165 mieszkańców.